# 王昭悠
王昭悠（1947年12月—），男，汉族，江西吉安人，中华人民共和国政治人物，曾任赣州市人大常委会主任、党组书记，第九、十届全国人大代表。